# 祝源又
祝源又（1928年—），男，汉族，浙江杭州人，中国畜牧学家，新疆八一农学院教授，曾任第七、八、九届全国政协委员。